# Jinbei

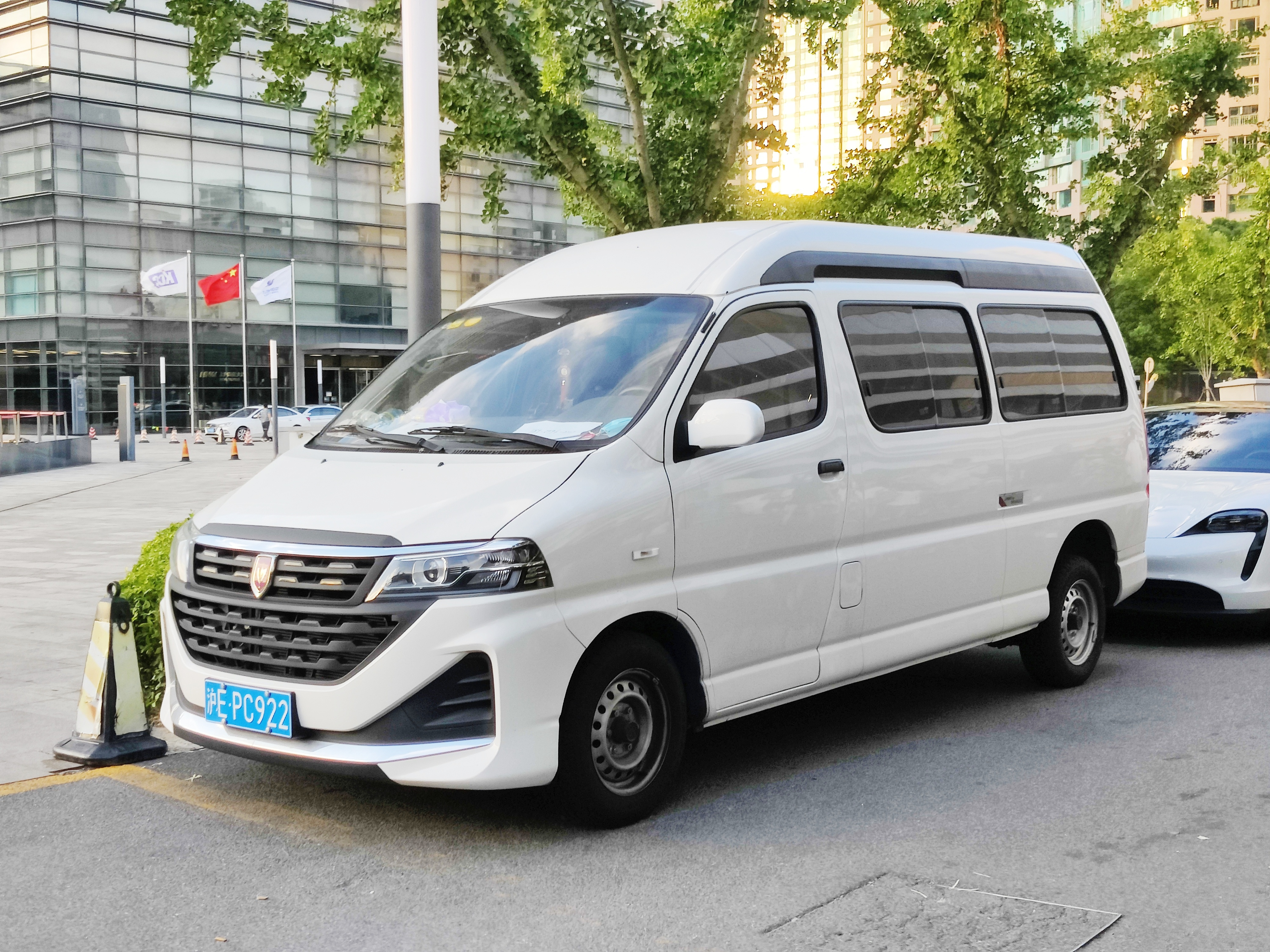
Jinbei Haishiwang

Shenyang Jinbei Automobile Co., Ltd. – chińskie przedsiębiorstwo branży motoryzacyjnej zajmujące się produkcją vanów, sprzedawanych pod marką Jinbei oraz samochodów ciężarowych, sprzedawanych pod marką JBC. W 1995 roku przedsiębiorstwo zostało przejęte przez FAW Group, a od 2001 roku wchodzi w skład grupy Brilliance.
Spółka została założona w 1970 roku, a jej siedziba znajduje się w mieście Shenyang.
W latach 1992-2004 Jinbei wraz z koncernem General Motors był właścicielem spółki Jinbei GM.